# Anne Röthel
Anne Röthel (* 28. Mai 1968 in Bochum) ist eine deutsche Rechtswissenschaftlerin und Direktorin des Max-Planck-Instituts für ausländisches und internationales Privatrecht. Daneben ist sie Professorin an der Bucerius Law School in Hamburg, wo sie von September 2004 bis Dezember 2023 einen Lehrstuhl für Bürgerliches Recht, Europäisches und Internationales Privatrecht innehatte.

## Leben
Anne Röthel studierte Rechts- und Politikwissenschaften in Köln und Clermont-Ferrand, gefördert von der Studienstiftung des Deutschen Volkes, und legte 1993 das Erste Juristische Staatsexamen ab.
1997 wurde Anne Röthel im Rahmen des Graduiertenkollegs „Umwelt- und Technikrecht“ der Universität Trier mit einer Arbeit zum Thema „Grundrechte in der mobilen Gesellschaft“ promoviert, betreut von Udo Di Fabio. Später war sie wissenschaftliche Mitarbeiterin am Institut für Recht und Technik der Universität Erlangen-Nürnberg bei Klaus Vieweg. Nach einer Tätigkeit bei der Europäischen Kommission habilitierte sich Anne Röthel im Jahr 2003 mit einer von Klaus Vieweg betreuten Arbeit über „Normkonkretisierung im Privatrecht“, gefördert von der Deutschen Forschungsgemeinschaft und ausgezeichnet mit dem Bayerischen Habilitationsförderpreis. Für ihre weiteren Forschungen erhielt sie ein Heisenberg-Stipendium der Deutschen Forschungsgemeinschaft, bevor sie im August 2004 den Ruf an die Bucerius Law School annahm.
Im Juni 2006 erhielt sie einen Ruf an die Universität Zürich auf einen Lehrstuhl für Bürgerliches Recht mit Schwerpunkt Zivilgesetzbuch, den sie ablehnte. Auch einen im Juli 2015 erhaltenen Ruf an die Ruhr-Universität Bochum auf den Lehrstuhl für deutsche Rechtsgeschichte, Bürgerliches Recht und Handelsrecht von Karlheinz Muscheler lehnte sie ab.
Seit dem Jahr 2010 unterrichtet Anne Röthel regelmäßig als professeur invitée an der Université de Paris II Panthéon-Assas. Im Jahr 2014 erhielt sie eine Einladung als Lady Beaufort Visiting Fellow an das College Lady Margaret Hall der University of Oxford.
Anne Röthel ist Direktorin des Notarrechtlichen Zentrums Familienunternehmen an der Bucerius Law School und Direktorin des dortigen Interdisziplinären Programms für rechtswissenschaftliche Forschung. In Zusammenarbeit mit Bettina Heiderhoff veranstaltet Anne Röthel regelmäßig die „Fachgespräche Familienrecht“. Von 2014 bis 2022 war sie außerdem Mitglied im erweiterten Vorstand der Zivilrechtslehrervereinigung. Daneben ist Anne Röthel seit 2016 gewähltes Mitglied der Forschungskommission „Die Funktion des Gesetzes“ der Niedersächsischen Akademie der Wissenschaften zu Göttingen. Seit 2022 ist Anne Röthel zudem gewähltes Mitglied des Arbeitskreises für Rechtswissenschaft und Zeitgeschichte an der Akademie der Wissenschaften und der Literatur Mainz.
Im Juli 2023 wurde Anne Röthel als Direktorin an das Max-Planck-Institut für ausländisches und internationales Privatrecht in Hamburg berufen. Sie folgt damit auf den 2022 emeritierten Reinhard Zimmermann. Seit Januar 2024 leitet Anne Röthel das Institut gemeinsam mit Holger Fleischer und Ralf Michaels.

## Forschungsschwerpunkte
In ihren Forschungen und Publikationen widmet sich Anne Röthel insbesondere theoretischen und rechtsvergleichenden Analysen des Familien- und Erbrechts. Daneben beschäftigt sie sich mit Begriff und Rolle von Autonomie und Privatheit im Recht, den Wechselwirkungen von Recht und Gesellschaft, juristischer Diskursanalyse sowie Interdisziplinarität in der Rechtswissenschaft. Zuletzt standen Kinderrechte, Debatten um Emanzipation und körperliche Selbstbestimmung im Fokus von Anne Röthels Forschung. Gegenwärtig arbeitet sie unter anderem zur Entwicklung des Familienrechts unter den Bedingungen der europäischen Spätmoderne, zum Recht auf Achtung des Privat- und Familienlebens gemäß Art. 8 EMRK, zu Funktionen der Familie und ihrer Emergenz im Familienrecht sowie zur Rechtsvergleichung als Erkenntnismethode.

## Veröffentlichungen (Auswahl)
- Normkonkretisierung im Privatrecht. Mohr Siebeck, Tübingen 2004, ISBN 978-3-16-148378-3.
- Reformfragen des Pflichtteilsrechts (hrsg.). Köln 2007, ISBN 978-3-452-26648-4.
- mit Volker Lipp und Peter A. Windel: Familienrechtlicher Status und Solidarität. Mohr Siebeck, Tübingen 2008, ISBN 978-3-16-149802-2.
- Ist unser Erbrecht noch zeitgemäß? Gutachten A für den 68. Deutschen Juristentag 2010. C. H. Beck, München 2010, ISBN 978-3-406-60183-5.
- mit Christian Bumke (hrsg.): Privates Recht. Mohr Siebeck, Tübingen 2012, ISBN 978-3-16-152064-8.
- Verträge in der Unternehmerfamilie. Mohr Siebeck, Tübingen 2014, ISBN 978-3-16-153337-2.
- mit Alexandra Braun: Passing Wealth on Death. Will-Substitutes in Comparative Perspective. Hart, Oxford 2016, ISBN 978-1-84946-698-1.
- mit Christian Bumke (hrsg.): Autonomie im Recht. Gegenwartsdebatten über einen rechtlichen Grundbegriff. Mohr Siebeck, Tübingen 2017, ISBN 978-3-16-154883-3.
- Zwischen Politisierung und Redogmatisierung: Familienrechtswissenschaft in der Berliner Republik, in: Thomas Duve/Stefan Ruppert (Hrsg.), Rechtswissenschaft in der Berliner Republik. Suhrkamp, Frankfurt a. M. 2018, S. 579–607, ISBN 978-3-518-29830-5.
- Erbrecht. Ein Kurzlehrbuch. 18. Auflage, C. H. Beck, München 2020, ISBN 978-3-406-72854-9.
- Körperliche Selbstbestimmung. Dogmen, Diskurse, Deutungen. Vittorio Klostermann, Frankfurt a. M. 2024, ISBN 978-3-465-04642-4.